# Barbaste
 Barbaste  (en occitano Barbasta) es una población y comuna francesa, en la región de Aquitania, departamento de Lot y Garona, en el distrito de Nérac y cantón de Lavardac.

## Demografía
| 1,340 | 1,354 | 1,373 | 1,316 | 1,354 | 1,416 | 1,472 | 1,488 |
| Para los censos de 1962 a 1999 la población legal corresponde a la población sin duplicidades (Fuente: INSEE [Consultar]) |       |       |       |       |       |       |       |